# Porta Salaria
De Porta Salaria was een stadspoort in de antieke Aureliaanse Muur in Rome.

Aan het eind van de 19e eeuw raakte de poort ernstig beschadigd en werd gesloopt.

## Poort
De Porta Salaria was vanaf het noorden gezien de derde stadspoort in de Aureliaanse Muur. Bij deze poort begon de Via Salaria, Latijn voor zoutweg. Deze weg leidde naar de regio Sabina ten noordoosten van Rome. De naam is ontstaan doordat de Romeinen in vroegere tijden zout verhandelden over deze route. De weg bestaat nog steeds onder dezelfde naam.
De poort werd geflankeerd door twee halfronde torens uit baksteen. De doorgang was bekleed met travertijn, om de bakstenen constructie te verstevigen. Boven de poort was een gang met drie ramen.

### Visigoten
De Porta Salaria is de plaats waar de Visigoten van Alarik I op 24 augustus 410 Rome konden binnenvallen. Na een beleg van enkele weken pleegde een Romein verraad en opende de poort. Zo kon Rome voor het eerst sinds de Gallische inval in 390 v.Chr. door barbaarse troepen worden geplunderd.

### 1870
Tijdens de burgeroorlog In 1870 vielen Italiaanse troepen de stad Rome aan. Deze was toen nog in handen van paus Pius IX. Bij de nabijgelegen Porta Pia sloegen ze een bres in de muur en konden zo de stad innemen. Ook bij de Porta Salaria werd hevig gevochten. De poort raakte ernstig beschadigd door kanonskogels en kon niet worden behouden.

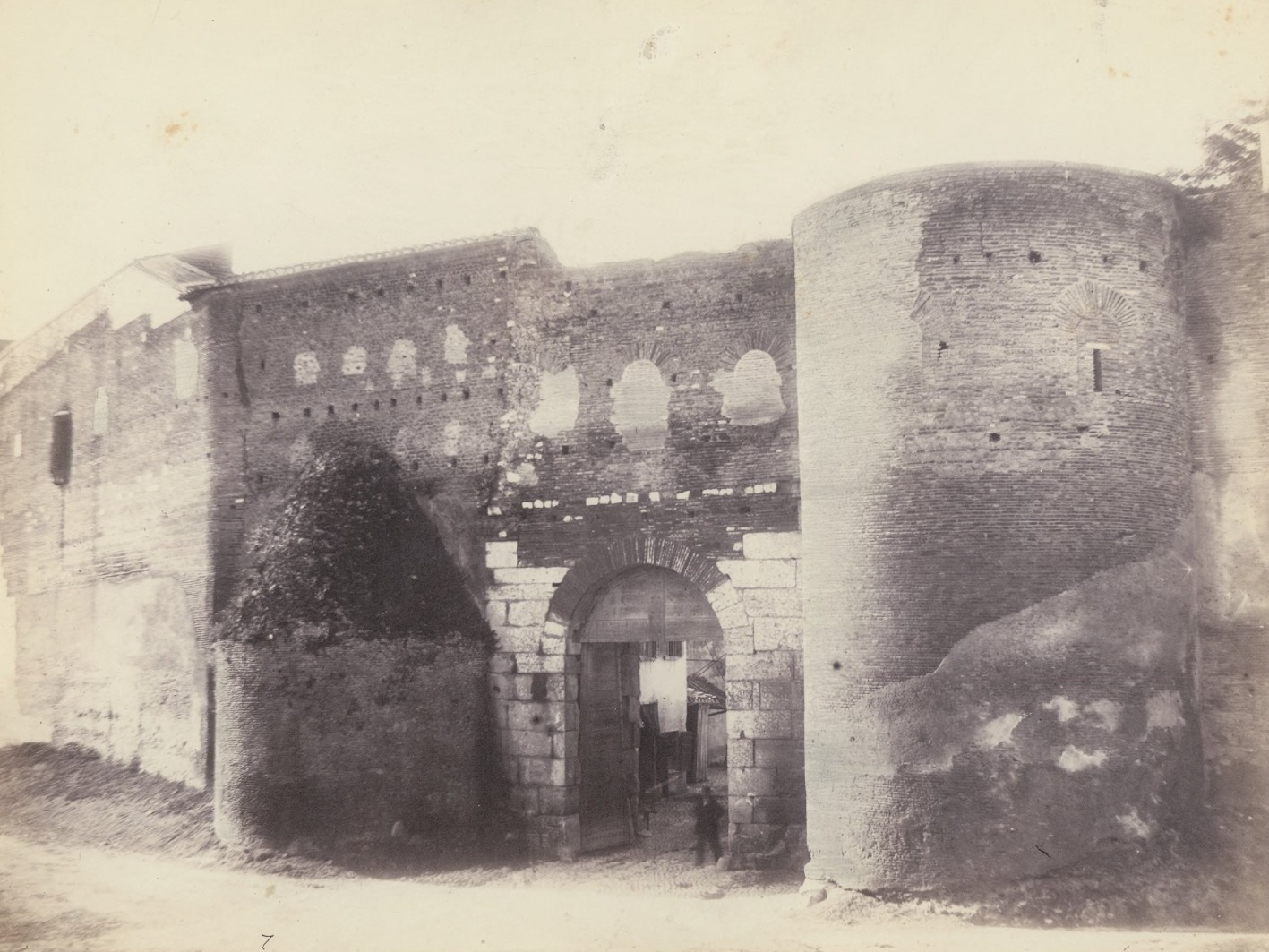
Foto van de Porta Salaria, gemaakt omstreeks 1870

## Quintius Sulpicius Maximus
Toen de poort werd gesloopt werd onder de westelijke toren een bijzondere graftombe aangetroffen. De tombe behoorde aan Quintius Sulpicius Maximus, een begaafde jongeman uit de 1e eeuw. Hij won een belangrijke dichtwedstrijd in de tijd van Keizer Domitianus, maar stierf korte tijd later op elfjarige leeftijd. De antieke marmeren herinneringssteen waarop zijn gedicht geschreven staat is tegenwoordig te zien in de Capitolijnse Musea. Een kopie is bij de ruïne van de tombe op een verhoging geplaatst.

## Tweede Porta Salaria
Nadat de oude Porta Salaria was afgebroken werd in 1873 een nieuwe stadspoort gebouwd. De tweede Porta Salaria werd ontworpen door de architect Virginio Vespignani, die ook verantwoordelijk was voor de herbouw van de Porta San Pancrazio en de façade van de Porta Pia. De nieuwe stadspoort zorgde in het begin van de 20e eeuw voor problemen door de grote toename van het verkeer in deze periode. In 1921 werd de tweede Porta Salaria daarom alweer afgebroken en niet meer herbouwd. De Via Piave komt nu direct uit op de Corso d'Italia en de Piazza Fiume, waar de moderne Via Salaria begint.
Tegenwoordig herinnert alleen nog een simpele plaquette in het asfalt aan de poort die hier ooit stond.

## Afbeeldingen

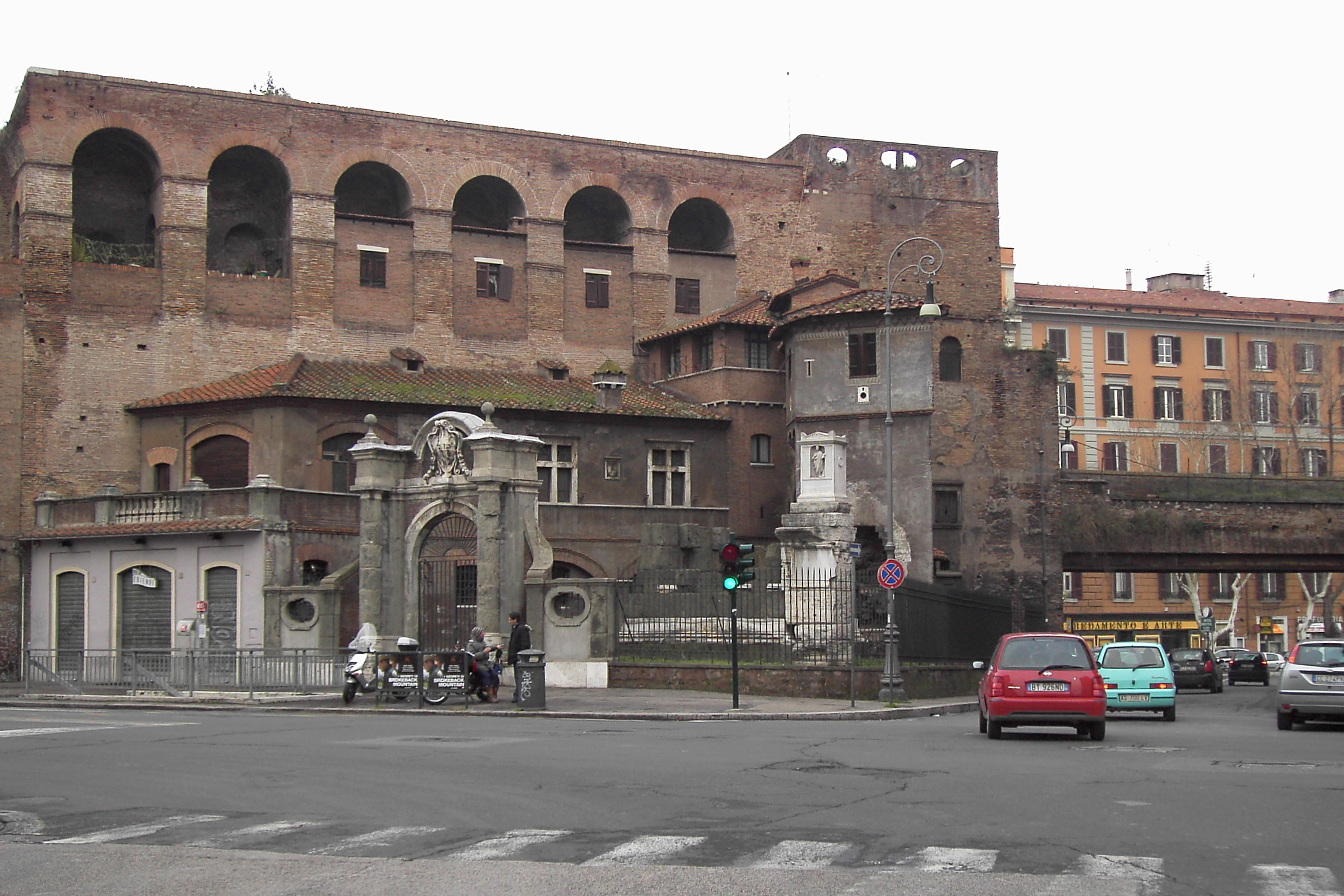
De Aureliaanse Muur naast de Porta Salaria
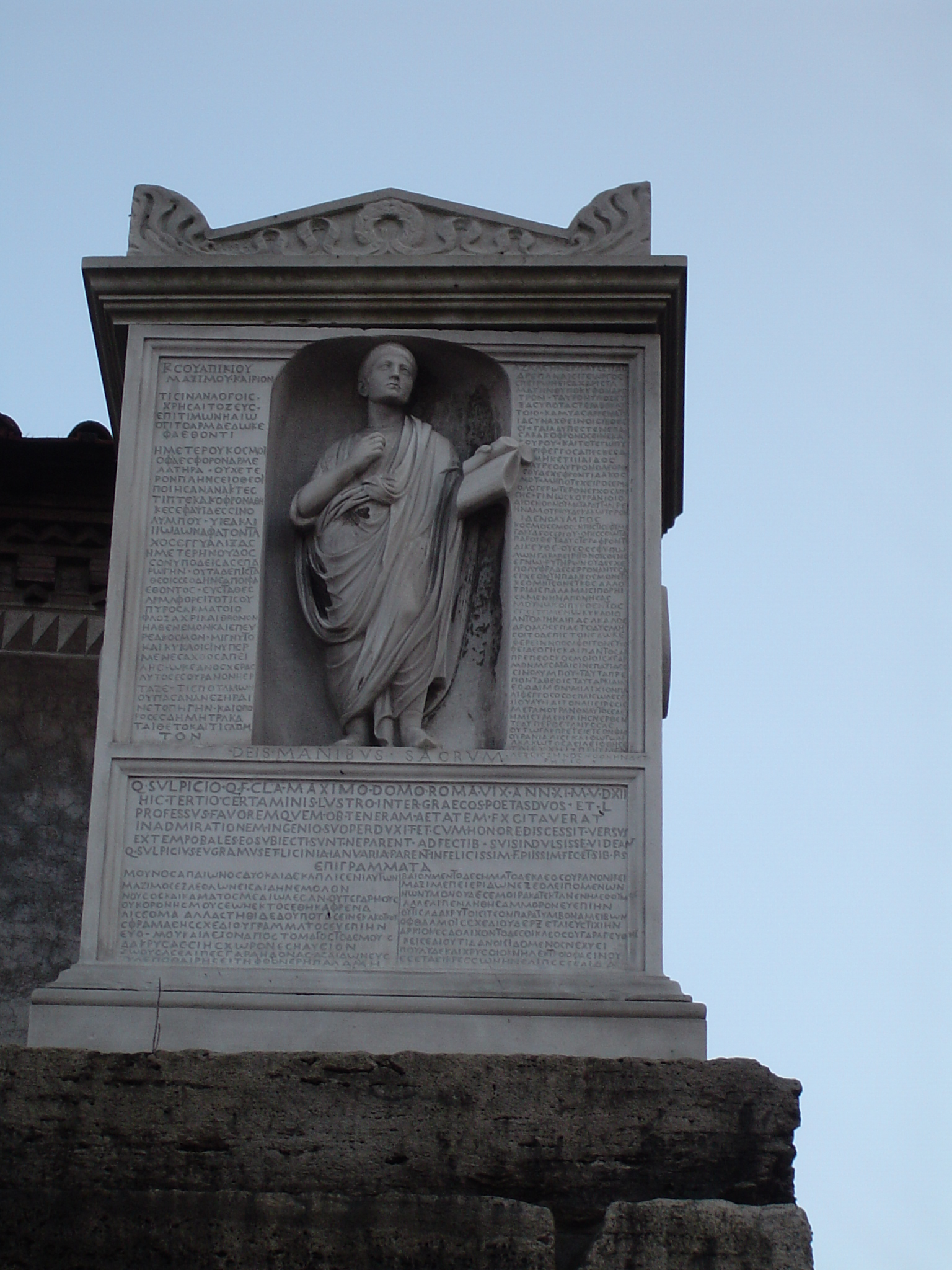
De marmeren steen voor Quintius Sulpicius met het gedicht
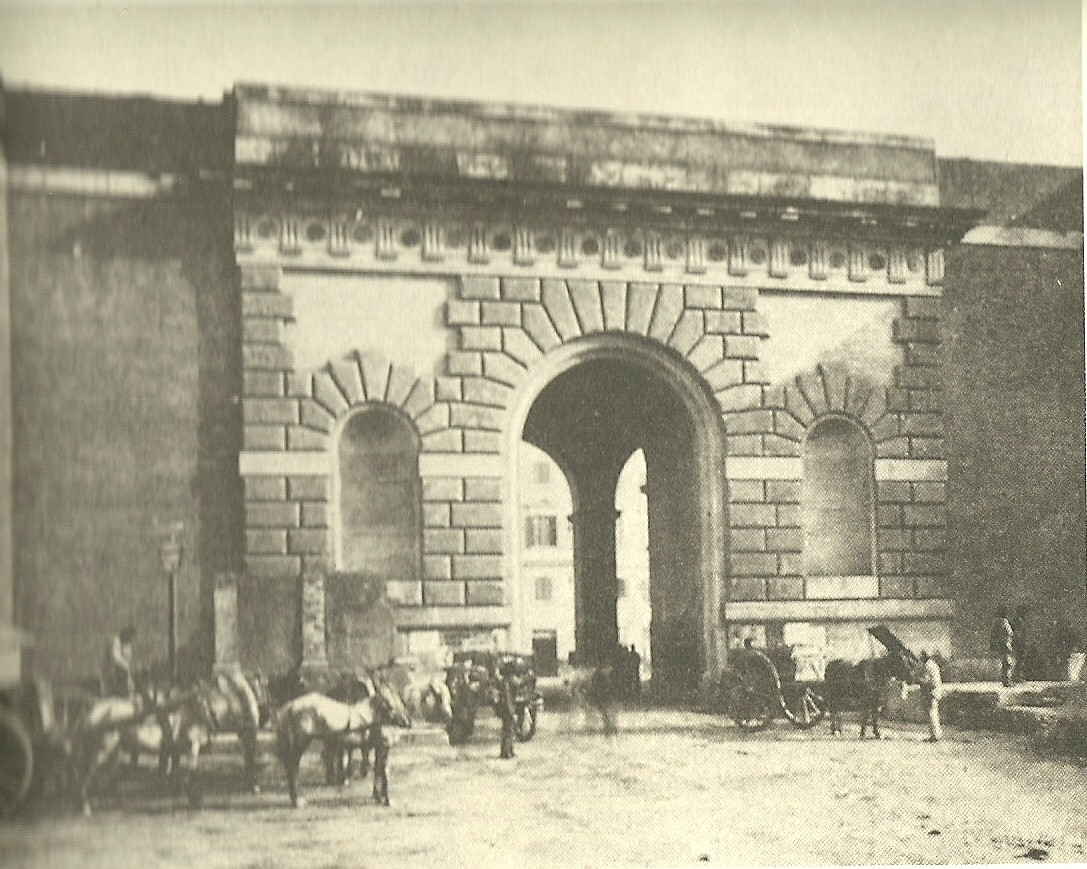
De tweede Porta Salaria